# 외국법자문사
외국법자문사(영어:Foreign Legal Consultant, 한자:外国法事務弁護士)는 외국변호사 자격 취득 후 원자격국에서 3년이상 법률사무 수행한 경력이 있는 법률전문가를 말한다.

## 업무 범위
1. 원자격국의 법령에 관한 자문: 원자격국이 당사국인 조약 및 일반적으로 승인된 국제관습법에 관한 자문
2. 국제중재사건의 대리. 다만, 중재에서 제1호 및 제2호에 따른 법령이나 조약 등이 적용되지 아니하기로 확정된 경우에는 그때부터 그 사건을 대리할 수 없다.

## 업무수행 방식
1. 외국법자문법률사무소의 구성원
2. 외국법자문법률사무소의 구성원이 아닌 소속 외국법자문사
3. 법률사무소, 법무법인, 법무법인(유한) 또는 법무조합 소속 외국법자문사

## 자격 표시
원자격국의 명칭(원자격국이 도ㆍ주ㆍ성ㆍ자치구 등 한 국가 내의 일부 지역인 경우 그 국가의 명칭을 위 원자격국의 명칭으로 사용)에 이어 “법자문사”를 덧붙인 직명을 사용.

## 윤리 기준
- 품위 손상 행위 금지
- 직무 수행 중 진실 은폐, 거짓 진술 금지
- 비밀유지의무

## 체류의무
외국법자문사는 최초의 업무개시일부터 1년에 180일 이상 대한민국에 체류하여야 한다.

## 고용, 동업, 겸임 등의 금지 (외국법자문사나 외국법자문법률사무소)
1. 변호사ㆍ법무사ㆍ변리사ㆍ공인회계사ㆍ세무사 및 관세사 고용금지
2. 변호사ㆍ법무사ㆍ변리사ㆍ공인회계사ㆍ세무사 및 관세사와 동업, 업무제휴, 포괄적 협력관계의 설정, 사건의 공동 수임, 기타 사건 공동처리 보수 수익 분배 금지
3. 변호사ㆍ법무법인ㆍ법무법인(유한)ㆍ법무조합ㆍ법무사ㆍ법무사합동법인ㆍ변리사ㆍ특허법인ㆍ공인회계사ㆍ회계법인ㆍ세무사ㆍ세무법인ㆍ관세사 및 관세사법인과 조합계약, 법인설립, 지분참여, 경영권 위임 금지, 기타 공동 설립ㆍ운영, 동업 금지

## 외국법자문사등록심사위원회
- 외국법자문사징계위원회

## 처벌
- 미등록 외국법자문사 처벌
- 외국법자문사에 고용된 전문직 종사자도 처벌
- 비밀유지의무 위반한 외국법자문사의 국외범도 처벌

## 같이 보기
- 외국법사무변호사

## 참고 문헌
- 외국법자문사법 해설서
- 외국법자문사법